# Tord Sturlasson
Tord Sturlasson (Þórðr Sturluson), född 1165, död 1237, var en isländsk hövding och godordsman som tillhörde sturlungaätten. Han var son till Hvamm-Sturla Tordsson (Þórðarson) och dennes hustru Gudny Bödvarsdotter (Guðný Böðvarsdóttir). Tord var den äldste av Hvamm-Sturlas äktfödda söner, och han hade två helbröder: Sighvat och Snorre Sturlasson.
Efter Hvamm-Sturlas död 1183 flyttade änkan Gudny ihop med Are den starke (Ari sterki Þorgilsson), som var gode på Staðarstaður i Snæfellsnes. Paret for till Norge, där Are dog några år senare, men Tord gifte sig med Ares dotter Helga och övertog hennes fars godord. Kärleken svalnade dock och de tu skildes utan att ha fått barn. Tord gifte om sig år 1191 med Gudrun Bjarnesdotter (Guðrún Bjarnadóttir), änka efter Torvard den rike, och med henne kom så mycket gods i boet att han nu kunde uppträda som hövding. De fick en son och en dotter; Bödvar och Halla. Bödvar är mest känd för att han blev far till Torgils den harmynte (Þorgils skarði Böðvarsson), som senare blev hirdman hos kung Håkon och spelade en inte obetydlig roll i kungens försök att underlägga sig Island.
Den kvinna som troligen kom att betyda mest i Tords liv var hans frilla Tora (Þóra), med vilken han hade fyra söner och två döttrar. Två av sönerna var Olav Tordsson vitaskald (Óláfr Þórðarson hvítaskáld), som enligt Skáldatal var hirdskald hos kung Erik läspe och halte, samt Sturla Tordsson den yngre (Sturla Þórðarson yngri), författare till större delen av Sturlungasagan. Sedan Tora dött på våren 1224, tog Tord till sig Valgerd Arnesdotter (Valgerðr Árnadóttir) och höll bröllop med henne på sommaren, men några barn från detta äktenskap omtalas inte.
Trots att sturlungarna utåt kunde uppvisa stor samhörighet var de tre Sturlasönernas maktlystnad och girighet så stor att de ofta hamnade i konflikt med varandra. Mellan Tord och Snorre rådde under flera år ett spänt förhållande på grund av en arvstvist. Brödernas mor Gudny hade bott hos Snorre på Reykholt när hon dog 1221, och Snorre lade genast beslag på arvet trots att hon i förväg hade skänkt allt vad hon ägde till Tords son Sturla, som var hennes fosterson. Oftast var det dock Snorre och Sighvat, samt dennes son Sturla Sighvatsson, som var i luven på varandra. Tord tycks ha varit den av bröderna som var försonligast, och han var den ende av dem som dog en naturlig död och fick sista smörjelsen. Han insjuknade i fastan 1237 och dog på fredagen före palmsöndagen efter att först ha utskiftat arvet mellan sina barn. Föga förvånande var det hans ende äktfödde son Bödvar som fick gården och godedömet. Sturlungasagans kommentatorer har dock förvånat höjt på ögonbrynen över det faktum att frillodottern Valgerd fick full arvslott, medan den äktfödda Halla fick mindre än hälften. Orsaken till detta känner vi inte.